# Daniel Lemire
 (février 2017).
Si vous disposez d'ouvrages ou d'articles de référence ou si vous connaissez des sites web de qualité traitant du thème abordé ici, merci de compléter l'article en donnant les références utiles à sa vérifiabilité et en les liant à la section « Notes et références ».
Daniel Lemire, né le 10 octobre 1955 à Drummondville, est un humoriste québécois .

## Biographie
Daniel Lemire est originaire de Drummondville au Québec. 
Il a commencé sa carrière en 1980 avec son premier spectacle, Parlez-moi d'amour à Drummondville. Il se fait connaître du grand public en 1982 aux Lundis des Ah! Ah! puis en 1983 au premier Festival Juste pour Rire. Dans ses spectacles, il a fait de nombreux personnages récurrents dont l'oncle Georges, Yvon Travaillé, Ronnie Dubé et Edmond Ratté.
En 1986, il a animé la série Casse-Tête diffusée à Télé-Métropole. Il est l'auteur de la série Smash diffusée à Radio-Canada en 2003 et 2004.
Il a fait de nombreuses publicités pour Listerine, un rince-bouche.
Il est périodiquement invité d'honneur à l'émission humoristique La soirée est (encore) jeune.

## Personnages humoristiques notoires
- Yvon Travaillé : Un homme travaillant. Trop, peut-être ?? Il est sérieux et malhabile.
- Ronnie Dubé : Chanteur et fumeur de pot.
- Edmond Ratté : Plus ou moins bon porte-parole d'Hydro Québec.
- Gripet Tremblay : Connu pour sa pub de coke aux cerises.
- Alain Bélisle (Béscile) : Chanteur qui fait rire grâce à son autodérision.
- Oncle Georges : Un personnage fort populaire. C'est un clown buveur qui effraie plus les enfants qu'il ne les fait rire ! Ce personnage a été fort apprécié lors du Bye Bye de 1991 dans un sketch mémorable. Un de ses patois les plus fréquents est "Allô toi !"[2]. Par ailleurs, on a pu le voir plusieurs fois dans des publicités humoristiques de Listerine (un rince-bouche) dont Daniel Lemire est un porte-parole.

## Carrière

### Spectacles
- 1980 : Parlez-moi d'amour[3]
- 1989 : Juste Pour Rire : coanimateur
- 1991 : Lemire fait l'humour
- 1994 : Les Parlementeries I
- 2008 : Les Parlementeries
- 2015 : 100% Lemire
- 2018 : Lemire Verville

### Télévision
- 1985-1986 : Casse-Tête : animateur
- 1991 : Bye Bye
- 1998 : Bye Bye
- Rock et Belles Oreilles: The DVD (1988)
- 2004-2005 : Smash
- 2007- présent : Et Dieu créa… Laflaque

### Filmographie
- 2013 : Hot Dog : Gilles

### Scénariste
- Smash (série télévisée) (2004-2005)
- Bye Bye (1998)
- Bye Bye (1991)